# 小行星11703
小行星11703（11703 Glassman）是一颗绕太阳运转的小行星，为主小行星带小行星。该小行星于1998年3月发现。

## 轨道参数
小行星11703的轨道半长轴为2.6059120 UA，离心率为0.083。